# Tashkent Open 2002 - Qualificazioni singolare maschile
Le qualificazioni del singolare maschile del Tashkent Open 2002 sono state un torneo di tennis preliminare per accedere alla fase finale della manifestazione. I vincitori dell'ultimo turno sono entrati di diritto nel tabellone principale. In caso di ritiro di uno o più giocatori aventi diritto a questi sono subentrati i lucky loser, ossia i giocatori che hanno perso nell'ultimo turno ma che avevano una classifica più alta rispetto agli altri partecipanti che avevano comunque perso nel turno finale.
Le qualificazioni del torneo Tashkent Open 2002 prevedevano 32 partecipanti di cui 4 sono entrati nel tabellone principale.

## Teste di serie
1. Vladimir Volčkov (Qualificato)
2. Grégory Carraz (Qualificato)
3. Denis Golovanov (ultimo turno)
4. Noam Behr (primo turno)

1. Danai Udomchoke (ultimo turno)
2. Julien Benneteau (ultimo turno)
3. Tuomas Ketola (Qualificato)
4. Nenad Zimonjić (ultimo turno)

## Qualificati
1. Vladimir Volčkov
2. Grégory Carraz

1. Tuomas Ketola
2. Kirill Ivanov-Smolensky

## Tabellone

### Legenda
| - Q = Qualificato - WC = Wild card - LL = Lucky loser | - ALT = Alternate - SE = Special Exempt - PR = Protected Ranking | - w/o = Walkover - r = Ritirato - d = Squalificato |

### Sezione 1
|  | Primo turno            | Primo turno            | Primo turno            | Primo turno | Primo turno |  |  | Secondo turno | Secondo turno     | Secondo turno     | Secondo turno    | Secondo turno    |   |   | Ultimo turno | Ultimo turno     | Ultimo turno     | Ultimo turno | Ultimo turno |  |
|  |                        |                        |                        |             |             |  |  |               |                   |                   |                  |                  |   |   |              |                  |                  |              |              |  |
|  | 1                      | Vladimir Volčkov       | Vladimir Volčkov       | 6           | 6           |  |  |               |                   |                   |                  |                  |   |   |              |                  |                  |              |              |  |
|  |                        | Anton Kokurin          | Anton Kokurin          | 2           | 0           |  |  | 1             | Vladimir Volčkov  | Vladimir Volčkov  | 6                | 6                |   |   |              |                  |                  |              |              |  |
|  | Dmitrij Tomaševič      | Dmitrij Tomaševič      | Dmitrij Tomaševič      | 6           | 6           |  |  |               | Dmitrij Tomaševič | Dmitrij Tomaševič | 0                | 0                |   |   |              |                  |                  |              |              |  |
|  | Vladimir Bistryavichus | Vladimir Bistryavichus | Vladimir Bistryavichus | 2           | 3           |  |  |               |                   |                   |                  |                  |   |   | 1            | Vladimir Volčkov | Vladimir Volčkov | 6            | 7            |  |
|  | Vadim Davletšin        | Vadim Davletšin        | Vadim Davletšin        | 6           | 6           |  |  |               |                   | 6                 | Julien Benneteau | Julien Benneteau | 3 | 5 |              |                  |                  |              |              |  |
|  | Andrej Merinov         | Andrej Merinov         | Andrej Merinov         | 2           | 4           |  |  |               | Vadim Davletšin   | Vadim Davletšin   | 1                | 2                |   |   |              |                  |                  |              |              |  |
|  | 6                      | Julien Benneteau       | Julien Benneteau       | 7           | 4           |  |  | 6             | Julien Benneteau  | Julien Benneteau  | 6                | 6                |   |   |              |                  |                  |              |              |  |
|  |                        | Emin Ağayev            | Emin Ağayev            | 64          | 0r          |  |  |               |                   |                   |                  |                  |   |   |              |                  |                  |              |              |  |

### Sezione 2
|  | Primo turno       | Primo turno       | Primo turno       | Primo turno | Primo turno |  |  | Secondo turno | Secondo turno   | Secondo turno   | Secondo turno   | Secondo turno   |   |   | Ultimo turno | Ultimo turno   | Ultimo turno   | Ultimo turno | Ultimo turno |  |
|  |                   |                   |                   |             |             |  |  |               |                 |                 |                 |                 |   |   |              |                |                |              |              |  |
|  | 2                 | Grégory Carraz    | Grégory Carraz    | 6           | 6           |  |  |               |                 |                 |                 |                 |   |   |              |                |                |              |              |  |
|  |                   | Aziz Abdurazakov  | Aziz Abdurazakov  | 1           | 1           |  |  | 2             | Grégory Carraz  | Grégory Carraz  | 6               | 6               |   |   |              |                |                |              |              |  |
|  | Jonathan Erlich   | Jonathan Erlich   | Jonathan Erlich   | 6           | 6           |  |  |               | Jonathan Erlich | Jonathan Erlich | 1               | 3               |   |   |              |                |                |              |              |  |
|  | Denis Kurmatov    | Denis Kurmatov    | Denis Kurmatov    | 3           | 1           |  |  |               |                 |                 |                 |                 |   |   | 2            | Grégory Carraz | Grégory Carraz | 7            | 6            |  |
|  | Anton Mavrin      | Anton Mavrin      | Anton Mavrin      | 6           | 6           |  |  |               |                 | 5               | Danai Udomchoke | Danai Udomchoke | 6 | 3 |              |                |                |              |              |  |
|  | Alexander Maltsev | Alexander Maltsev | Alexander Maltsev | 3           | 3           |  |  |               | Anton Mavrin    | Anton Mavrin    | 4               | 2               |   |   |              |                |                |              |              |  |
|  | 5                 | Danai Udomchoke   | Danai Udomchoke   | 6           | 6           |  |  | 5             | Danai Udomchoke | Danai Udomchoke | 6               | 6               |   |   |              |                |                |              |              |  |
|  |                   | Denis Salimsakov  | Denis Salimsakov  | 2           | 2           |  |  |               |                 |                 |                 |                 |   |   |              |                |                |              |              |  |

### Sezione 3
|  | Primo turno        | Primo turno        | Primo turno        | Primo turno | Primo turno |  |  | Secondo turno | Secondo turno      | Secondo turno      | Secondo turno | Secondo turno |   |   | Ultimo turno | Ultimo turno    | Ultimo turno    | Ultimo turno | Ultimo turno |  |
|  |                    |                    |                    |             |             |  |  |               |                    |                    |               |               |   |   |              |                 |                 |              |              |  |
|  | 3                  | Denis Golovanov    | Denis Golovanov    | 6           | 7           |  |  |               |                    |                    |               |               |   |   |              |                 |                 |              |              |  |
|  |                    | Dennis Isaev       | Dennis Isaev       | 2           | 5           |  |  | 3             | Denis Golovanov    | Denis Golovanov    | 6             | 6             |   |   |              |                 |                 |              |              |  |
|  | Makhmud Akhunjanov | Makhmud Akhunjanov | Makhmud Akhunjanov | 6           | 6           |  |  |               | Makhmud Akhunjanov | Makhmud Akhunjanov | 1             | 1             |   |   |              |                 |                 |              |              |  |
|  | Ivan Kokurin       | Ivan Kokurin       | Ivan Kokurin       | 3           | 1           |  |  |               |                    |                    |               |               |   |   | 3            | Denis Golovanov | Denis Golovanov | 0            | 1            |  |
|  | Dmitri Mazur       | Dmitri Mazur       | Dmitri Mazur       | 6           | 6           |  |  |               |                    | 7                  | Tuomas Ketola | Tuomas Ketola | 6 | 6 |              |                 |                 |              |              |  |
|  | Gafur Ishmatov     | Gafur Ishmatov     | Gafur Ishmatov     | 2           | 1           |  |  |               | Dmitri Mazur       | Dmitri Mazur       | 2             | 3             |   |   |              |                 |                 |              |              |  |
|  | 7                  | Tuomas Ketola      | Tuomas Ketola      | 6           | 6           |  |  | 7             | Tuomas Ketola      | Tuomas Ketola      | 6             | 6             |   |   |              |                 |                 |              |              |  |
|  |                    | Sarvar Ikramov     | Sarvar Ikramov     | 1           | 1           |  |  |               |                    |                    |               |               |   |   |              |                 |                 |              |              |  |

### Sezione 4
|  | Primo turno             | Primo turno             | Primo turno             | Primo turno | Primo turno |  |  | Secondo turno           | Secondo turno           | Secondo turno           | Secondo turno  | Secondo turno |   |   | Ultimo turno | Ultimo turno            | Ultimo turno | Ultimo turno | Ultimo turno |  |
|  |                         |                         |                         |             |             |  |  |                         |                         |                         |                |               |   |   |              |                         |              |              |              |  |
|  |                         | Aleksej Kedrjuk         | 3                       | 6           | 7           |  |  |                         |                         |                         |                |               |   |   |              |                         |              |              |              |  |
|  | 4                       | Noam Behr               | 6                       | 4           | 65          |  |  | Aleksej Kedrjuk         | Aleksej Kedrjuk         | Aleksej Kedrjuk         | 5              | 1             |   |   |              |                         |              |              |              |  |
|  | Kirill Ivanov-Smolensky | Kirill Ivanov-Smolensky | Kirill Ivanov-Smolensky | 6           | 6           |  |  | Kirill Ivanov-Smolensky | Kirill Ivanov-Smolensky | Kirill Ivanov-Smolensky | 7              | 6             |   |   |              |                         |              |              |              |  |
|  | Dmitrij Sitak           | Dmitrij Sitak           | Dmitrij Sitak           | 3           | 4           |  |  |                         |                         |                         |                |               |   |   |              | Kirill Ivanov-Smolensky | 4            | 7            | 6            |  |
|  | Murad Inoyatov          | Murad Inoyatov          | Murad Inoyatov          | 6           | 6           |  |  |                         |                         | 8                       | Nenad Zimonjić | 6             | 5 | 3 |              |                         |              |              |              |  |
|  | Andrei Khlebnikov       | Andrei Khlebnikov       | Andrei Khlebnikov       | 0           | 1           |  |  |                         | Murad Inoyatov          | Murad Inoyatov          | 3              | 4             |   |   |              |                         |              |              |              |  |
|  | 8                       | Nenad Zimonjić          | 4                       | 6           | 6           |  |  | 8                       | Nenad Zimonjić          | Nenad Zimonjić          | 6              | 6             |   |   |              |                         |              |              |              |  |
|  |                         | Pavel Ivanov            | 6                       | 1           | 2           |  |  |                         |                         |                         |                |               |   |   |              |                         |              |              |              |  |